# Henri Castro
Henri Castro (1786 – 3 de noviembre de 1865), fue un judío Tejano e importante empresarios de la efímera República de Texas.

## Biografía
Castro, nacido en Bayona (Francia), fue un diplomático francés descendiente de judíos portugueses. Era muy joven cuando conoció a Napoleón en su visita a las Landas. Llegó a enrolarse en la Guardia Imperial. Casó con una rica heredera, Amelia Mathias. Emigró a los Estados Unidos en los 1820 y fue nombrado cónsul francés por la ciudad de Providence, Rhode Island. En 1827 se hace ciudadano americano. En 1838 trabajaba como banquero en Francia donde buscaba conseguir financiación para la joven República de Texas, cuyo presidente, Sam Houston, le nombra cónsul general. En 1841 ocupa como cónsul el puesto del diplomático francés Jean Pierre Isidore Alphonse Dubois de Saligny. Este había sido nombrado embajador francés en Texas y su misión era impedir la anexión del nuevo país a los EE. UU., que finalmente tuvo lugar en 1846.

## La República de Texas y las concesiones de tierra
La República de Texas organizó un plan de colonización en determinadas áreas de Tejas para lo que ofrecía por tiempo limitado concesiones de tierras. Se continuaba la tradición iniciada en tiempos del dominio español. Ya Moses Austin (1761-1821), padre de  Austin (1793-1836), había recibido concesiones de tierra por parte de la Corona Española (1798), que el gobierno del nuevo estado mexicano no reconoció (1821), para disgusto de los Austin.
Castro fue el responsable de la emigración a Texas de cientos de familias, la mayoría procedentes del departamento de Alto Rin en Alsacia, noreste de Francia. Castro estableció su oficina para reclutar inmigrantes en Paris en 1842 con objeto de colonizar las concesiones que había recibido junto con su socio temporal, Jean Jassaud. Sus dos concesiones fueron ocupadas por 600 familias (aunque podía ampliarse a 1000 familias) en tres años.  Las primeras 200 familias se asentaron en agosto de 1843. Una de las concesiones alcanzaba los casi 600,000 acres, cerca de lo que hoy es el condado de Starr, junto al río Grande. La otra concesión totalizaba 1,250,000 acres, al oeste de San Antonio e incluía los condados de Atascosa, Frío, La Salle, Medina y McMullen, concesión que sería conocida como la Colonia Castro. Castro recibió 271.000 acres de tierras para colonizar, 38.000 a su nombre sin perjuicio del resultado de la operación. Junto con él también recibieron tierras los empresarios Pirson, Fisher, Alexandre Bourgeois d'Orvanne, asociado a Armand Ducos, y Kennedy.
El primer barco de inmigrantes, el Ebro, partió de El Havre y llegó a Texas el 1 de enero de 1843, al puerto de Galveston. Le siguieron otros seis que transportaron a 800 personas. Los solteros recibieron 128 hectáreas, mientras los casados el doble. Pero tenían que construir su casa, cultivar seis hectáreas, y residir allí para convertirse en propietario. Era lo que exigía Davy Crockett cuando fue diputado. Viajaron a Texas entre 1843 y 1847 y se asentaron en el valle del río Medina, al oeste de San Antonio. En el otoño de 1843 seguía con su labor de reclutar inmigrantes europeos procedentes de Alsacia, Baden y Suiza que partieron para Texas en el invierno de 1843 y en la primavera de 1844. Castro marchó de Europa para Texas el 19 de mayo de 1844, vía Nueva Orleans. De ahí a San Antonioio, en julio de 1844, fue escoltado por los Texas Rangers para terminar encontrándose con los nuevos colonos e inspeccionar su concesión, a la que llegó el 2 de septiembre de 1844.
En total, Castro llevó a unos 2100 colonos a Texas, por lo que puede ser considerado el segundo mayor repoblador después de Stephen F. Austin. La ciudad de Castroville, junto al río Medina, y el Condado de Castro fueron así llamadas por Henri Castro, quien residió en la localidad de Castroville por un tiempo. Hoy en día cerca de la mitad de su población desciende de alsacianos y está protegida la arquitectura de estilo alsaciano residual. También fundó las ciudades de Quihi, marzo de 1846, Vandenburg en septiembre de 1846, y D'Hanis, en la primavera 1847. 
Otra concesión de casi 4 millones de acres, cerca de 5,000 millas cuadradas, fue para Henry Francis Fisher y Burchard Miller. El 7 de junio de 1842, Fisher  y Miller  recibieron tierras para asentar a 1000 familias de procedencia alemana, holandesa, suiza, danesa, sueca y noruega. Fisher y Miller intentaron infructuosamente ampliar el periodo de concesión, así que en 1844 la vendieron a la sociedad Adelsverein, aunque Fisher entró en el comité colonial Verain.
El 3 de julio de 1842, se adjudicaron dos concesiones a Alexander Bourgeois d'Orvanne y Armand Ducos, para colonizar con 1,700 familias los valles de los ríos Uvalde, Frío y Medina. El 7 de abril de 1844, visto el poco resultado de su colonización, vendieron su concesión a la Adelsverein y Alexander Bourgeois d'Orvanne fue nombrado Director Colonial. Sin embargo, la concesión expiró sin que Bourgeois pudiera extenderla por más tiempo.